# Wilfrid Ashley
Wilfrid William Ashley (13 septembre 1867 - 3 juillet 1939) est un soldat britannique et un politicien conservateur. Il est ministre des Transports entre 1924 et 1929 dans le gouvernement de Stanley Baldwin. 

## Jeunesse et éducation
Il est le fils d'Evelyn Ashley, deuxième fils du réformateur social Anthony Ashley-Cooper (7e comte de Shaftesbury). Sa mère est Sybella Charlotte Farquhar, fille de Sir Walter Farquhar, 3e baronnet. William Cowper-Temple (1er baron Mount Temple), est son grand-oncle. Il fait ses études au Harrow et au Magdalen College d'Oxford . 

## Carrière politique
Ashley, qui détenait le grade de colonel dans l'armée britannique  est bien connu en tant que militant dans divers groupes de pression avant de commencer sa carrière politique de parti. Il est une figure éminente de la Ligue navale et met sur pied le comité d'intervention anti-État No More Waste pendant la Première Guerre mondiale . Il est ensuite impliqué dans la fondation des camarades de la Grande Guerre en 1917 et en tant que président du groupe, il contribue à garantir que le mouvement des anciens combattants reste étroitement lié au Parti conservateur lors de sa fondation . 
Il est élu au Parlement en 1906 pour Blackpool, occupant le siège jusqu'en 1918 avant de siéger par la suite comme député de Fylde jusqu'en 1922 et de New Forest de 1922 à 1932 . Il exerce des fonctions sous Bonar Law et Stanley Baldwin en tant que secrétaire parlementaire du ministère des Transports et secrétaire parlementaire du Bureau des travaux d'octobre 1922 à octobre 1923, date à laquelle il est nommé Sous-secrétaire d'État à la guerre, où il reste jusqu'en janvier 1924. Il est admis au Conseil privé en février 1924 et lorsque les conservateurs sont revenus au pouvoir sous Baldwin en novembre de la même année, il est nommé ministre des Transports, un poste qu'il conserve jusqu'à la chute de l'administration Baldwin en 1929. Il quitte la Chambre des communes en 1932 et est élevé à la pairie en tant que baron Mount Temple, de Lee dans le comté de Southampton, une renaissance du titre détenu par son grand-oncle. 
Lord Mount Temple est resté actif au sein de la Chambre des lords et est un ardent défenseur de la Politique d'apaisement envers l'Allemagne nazie. Il admire Adolf Hitler pour son anti-communisme, même si une grande partie de sa conviction repose sur la conviction que le traité de Versailles avait été injuste au départ et qu'il devait être révisé quel que soit le gouvernement en Allemagne . En 1935, afin de souligner son soutien aux Allemands, Lord Mount Temple joue un rôle déterminant dans l'établissement de la communauté anglo-allemande . Il est président de ce groupe et de l'Union antisocialiste simultanément dans les années 1930 . 
En tant que président d'AGF, Lord Mount Temple s'est rendu en Allemagne au milieu de 1937 et a une réunion avec Hitler . Contrairement à certains de ses contemporains de l'Amitié, comme capitaliste du laissez-faire il n'a pas soutenu le nazisme idéologique (peut-être en partie à cause du fait que sa femme était juive). Au lendemain de Nuit de Cristal il démissionne pour protester de la présidence, bien que son appartenance au groupe se soit poursuivie . 

## Vie privée

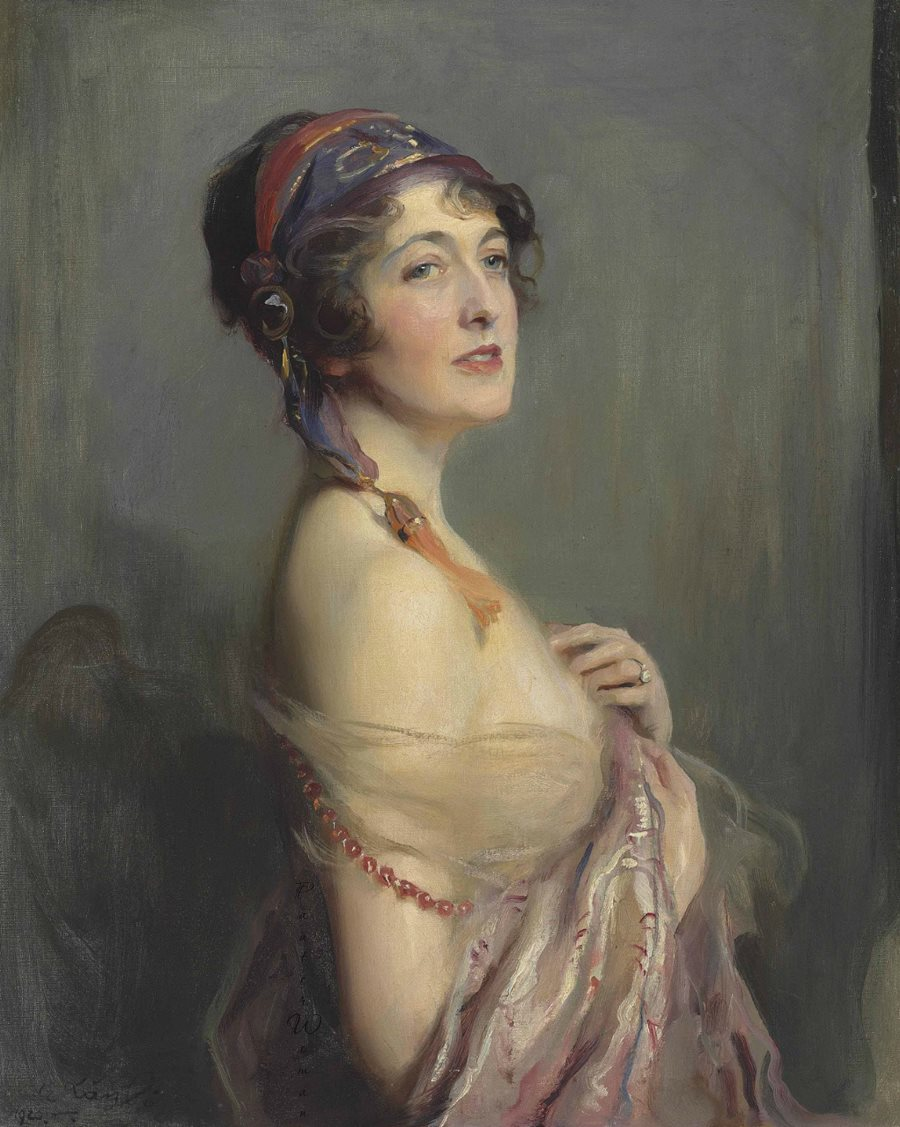
Portrait de Mme Wilfrid Ashley (née Muriel ("Molly") Forbes-Sempill) par Philip de László, 1920

Lord Mount Temple épouse Amalia Mary Maud Cassel, fille et unique enfant du financier Ernest Cassel, début janvier 1901. Parmi les invités au mariage se trouve le Prince Albert Edward, prince de Galles (le mariage ayant lieu le 4 janvier, dix-huit jours seulement avant qu'Albert Edward ne devienne roi), qui est un ami de Cassel . Le couple a deux filles: 
- Edwina Mountbatten (1901-1960), qui épouse Louis Mountbatten (1900-1979)
- Ruth Mary Clarisse (1906-1986), qui épouse Alec Cunningham-Reid (1895-1977) en 1927. Ils divorcent en 1940. Elle épouse ensuite le major Ernest Laurie Gardner. Ils divorcent en 1943. En 1944, elle épouse Thomas Cholmondeley (4e baron Delamere) (1900-1979). Ils divorcent en 1955[12].

Après la mort prématurée de sa première femme en 1911, il épouse en 1914 Muriel Emily ("Molly") Forbes-Sempill, l'ancienne épouse de Arthur Forbes-Sempill (en), fille du révérend Walter Spencer de Fownhope Court, Herefordshire, et sœur de Margery, vicomtesse Greenwood. 
Lady Mount Temple s'intéresse à la décoration intérieure et au design floral, qui sont alors très à la mode; elle a une entreprise de fleuriste appelée Flower Decorations. Le couple charge l'architecte Oliver Hill de concevoir deux maisons de ville de Westminster, en les nommant toutes deux Gayfere House . La première maison, construite au 12 Gayfere Street (1923-1926), a un salon entièrement décoré de feuilles d'or. Le second, au coin de la rue Gayfere et de la rue Great Peter (1929-1932), est décoré dans un style Art déco  utilisant beaucoup les murs et les plafonds en miroir, le plus célèbre dans une salle de bains appelée par la presse "le palais de cristal de Lady Mount Temple". Elle est décédée en 1954. 
La famille possède également le château de Classiebawn sur la côte ouest de l'Irlande. 
Lord Mount Temple est décédé en juillet 1939, à l'âge de 71 ans, et la baronnie s'est éteinte. 